# پوچینی ۴۵۷۹
سیارک ۴۵۷۹ (به انگلیسی: 4579 Puccini، نامگذاری:1989AT6) چهار هزار و پانصد و هفتاد و نهمین سیارک کشف شده‌است که در ۱۱ ژانویه ۱۹۸۹ کشف شد.
قدر مطلق سیارک برابر ۱۳٫۷۰ است.